# RG Veda
RG Veda (jap. 聖伝-RG VEDA- Seiden -RG VEDA-) – manga stworzona przez grupę Clamp. Całość składa się z dziesięciu tomów. Jest to debiutancka manga grupy Clamp. Ważny wkład w historię mają elementy mitologii wedyzmu, a sam tytuł jest alternatywną wersją Rygwedy, która powstała najwcześniej spośród czterech hinduskich sanskrytów zwanych Wedami. Seria słynie głównie ze swojej ekstrawaganckiej i bogato zdobionej kreski. 
Na podstawie mangi powstały dwa odcinki anime (OVA).

## Opis fabuły
Trzysta lat temu, Bóg Piorunów Taishakuten zbuntował się przeciwko Niebiańskiemu Władcy (Tentei). W wyniku rebelii Władca oraz jego boski strażnik Ashura-ō stracili życie. Bóg Piorunów z pomocą Shashi, żony Ashury-ou, objął nienależne mu miejsce na tronie i rozpoczął okrutną tyranię jako nowy Emperator. Jednakże została obwieszczona taka przepowiednia:

"Sześć gwiazd uderzy w ziemię. Ty jesteś ciemną gwiazdą, która sprzeciwiła się niebiosom. Twoja podróż rozpocznie się, gdy znajdziesz dziecię wymierającego rodu. Nie potrafię powiedzieć, czy dziecię będzie dobre czy złe, ale wiem tylko, że może ono obracać kołem niebiańskiego przeznaczenia..."

Podążając za słowami przepowiedni, Strażnik północnych ziem, Yasha-ō, budzi dziecko (nie ma jednoznacznie określonej płci) Ashury-ō, Ashurę, które spało pod wpływem magicznej pieczęci przez ostatnie trzysta lat. Wierząc, że słowa przepowiedni oznaczają, iż wspólnie Sześć Gwiazd może zdetronizować Taishakutena, wraz z Ashurą wyrusza w podróż by je odnaleźć. Po pewnym czasie dołącza do nich Sōma, Ryu-ō i Karura-ō, troje z przepowiedzianych Sześciu Gwiazd, którymi są również Yasha-ō i Ashura. Tajemnicza postać zwąca się Kujaku, który się regularnie pojawia, daje im cenne rady, ale jego prawdziwa natura i intencje pozostają niejasne.
Szlachetny, choć lekko dziecinny Ashura (który jest dla wygody zazwyczaj określany jako "on", choć niektóre tłumaczenia używają źeńskiej osoby) w niedługim czasie ujawnia swoje zabójcze alter-ego dzieciaka, który lubuje się w sianiu śmierci i destrukcji, ale ta jego mroczna strona pozostaje przez większość czasu bardziej lub mniej przytłumiona, również dzięki uczuciu jakim darzy Yashę-ō.
Pragnąc położyć kres panowaniu Taishakutena, Sześć Gwiazd ostatecznie wkracza do Zenmi-jō, pałacu Taishakutena. Napotykają się tutaj na trzech pozostałych przy życiu (jeden został wcześniej zabity przez Yasha-ō) Czterech Generałów (Shitennō), którzy przysięgli bronić Taishakutena i okrywają szokującą wiadomość, że szósta Gwiazda, Kendappa-ō, który jest przyjacielem większości z nich i pomagał im w przeszłości, jest pośród nich jako Jikokuten, ostatni i wcześniej nieznany spośród Czterech Generałów. W wyniku spotkania się wszystkich Sześciu Gwiazd, mroczna strona Ashury przejmuje kontrolę. Zabija swoją matkę, zdrajczynię Shashi i poprzez umieszczenie pięczęci z jej czoła na jego mieczu Shura-tō, przebudza się jako prawdziwy Ashura, Bóg Płomieni, Krwi i Wojny, którego celem jest zniszczenie nieba, ziemi i piekła.
By dopełnić swoje przebudzenie, przystępuje do zabicia Sześciu Gwiazd (którzy jeszcze nie zostali zabici), dopóki przy życiu ostaje się już tylko Yasha-ō. Niespodziewanie jednak na drodze staje mu Taishakuten i wychodzi na jaw, że jego okrutne panowanie było tylko intrygą, którą uknuł wraz ze zmarłym Ashurą-ou, by zapobiec zgromadzeniu się Sześciu Gwiazd, a więc także przebudzeniu prawdziwego Ashury. Jednakże ostatecznie to nie Taishakuten powstrzymuje go. Gdy Ashura rusza, by zabić Yashę-ō, w ostatnim momencie przyjmuje pchnięcie mieczem na siebie. Wtedy zostaje owinięty w kokon i ponownie zapada w sen, by zostać przebudzonym setki lat później przez Kujaku, który poświęca swoje własne życie pod przysięgą Yashy-ō, że nigdy nie pozwoli by Ashura ponownie stał się Bogiem Destrukcji.

## Manga
Kolejne rozdziały mangi zostały opublikowane w czasopiśmie „Wings” a później skompilowane w 10 tomach przez wydawnictwo Shinshokan w latach 1990-1996.
| Nr | Data wydania (język japoński) | ISBN (język japoński) |
| -- | ----------------------------- | --------------------- |
| 1  | 25 lutego 1990                | ISBN 4-403-61218-0    |
| 2  | 1 czerwca 1990                | ISBN 4-403-61230-X    |
| 3  | 25 grudnia 1990               | ISBN 4-403-61244-X    |
| 4  | 25 września 1991              | ISBN 4-403-61265-2    |
| 5  | 25 marca 1992                 | ISBN 4-403-61276-8    |
| 6  | 25 grudnia 1992               | ISBN 4-403-61295-4    |
| 7  | 25 maja 1993                  | ISBN 4-403-61312-8    |
| 8  | 15 czerwca 1994               | ISBN 4-403-61350-0    |
| 9  | 29 czerwca 1995               | ISBN 4-403-61387-X    |
| 10 | 25 kwietnia 1996              | ISBN 4-403-61416-7    |

Wydawnictwo wydało tę mangę ponownie w latach 2003-2004 tym razem w edycji siedmiotomowej.